# Ликогала древесинная
Ликогала древесинная (лат. Lycogala epidendrum) — вид слизевиков, входящий в род ликогала семейства Тубиферовые (Tubiferaceae). Народные названия — «волчье вымя» и «волчье молоко».

## Биологическое описание
|                                                                                                |
|                                                                                                |
| Сверху — нетронутая ликогала древесинная, снизу — раздавленная с вытекшей розоватой жидкостью. |

Плазмодий незаметный, кораллово-красного цвета. Эталии встречаются обычно большими группами, шаровидной формы, до 1,5 см в диаметре, наполнены розовой жидкостью, при созревании буреют. Перидий у молодых плодовых тел почти гладкий, затем утончается и покрывается мелкими бородавками. При созревании в верхней части эталиев образуются отверстия, через которые освобождаются охристые или сиреневатые шаровидные, покрытые сеточкой споры 6—7,5 мкм в диаметре.

## Экология и ареал
Ликогала древесинная произрастает на полусгнивших пнях и брёвнах. Космополит.

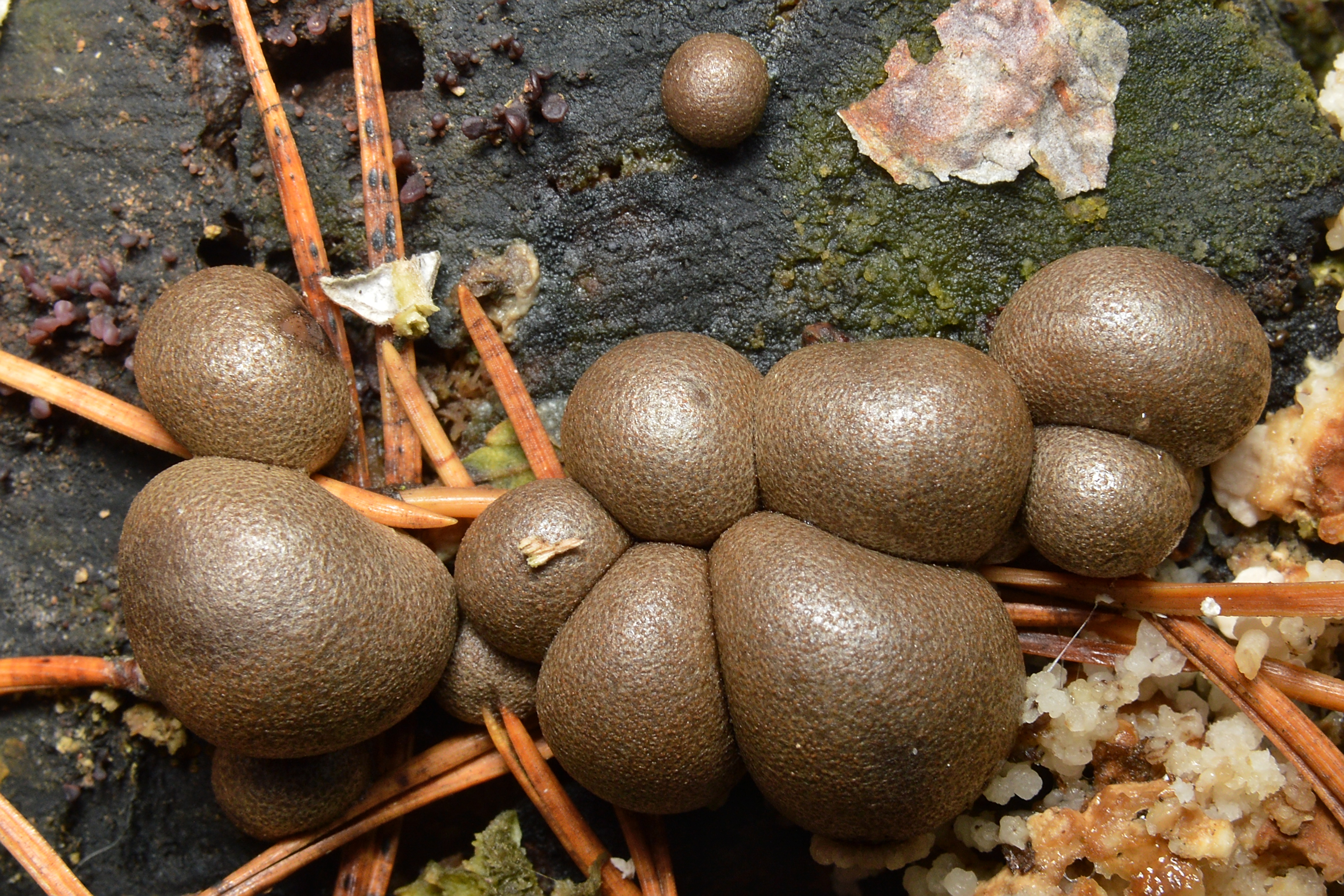
Зрелые эталии ликогалы древесинной